# لیومیدیا (قمر)
لیومیدیا (ماه)ˌleɪ.ɵmɨˈdiːə نام یکی از ماه‌های نپتون است که در سال ۲۰۰۲ میلادی کشف شد.
قطر آن ۴۲ کیلومتر، جرمش ۵‎×۱۰۱۶ کیلوگرم، نیم محور بزرگ چرخش آن به دور نپتون ۲۳٬۵۶۷٬۰۰۰  کیلومتر، دوره مداری آن ۳٬۱۷۱/۳۳  روز، انحراف مداری  ۳۷/۸۷۴ درجه و خروج از مرکز آن ۰/۳۹۶۹ است.